# Heinz Schmidt (General)
Heinz Schmidt (* 17. Juni 1930 in Düben; † 29. April 2012) war ein deutscher Bezirksverwaltungsleiter der Bezirksverwaltung Halle des Ministeriums für Staatssicherheit (MfS) der Deutschen Demokratischen Republik (DDR).

## Leben
Heinz Schmidt, Sohn eines Schlossers und einer Landarbeiterin, besuchte ab 1937 die Volksschule. Von 1945 bis 1948 absolvierte er eine kaufmännische Lehre und arbeitete anschließend von 1948 bis 1951 als Justizangestellter beim Amtsgericht Bitterfeld. Schmidt wurde 1949 Kandidat und 1954 Mitglied der Sozialistischen Einheitspartei Deutschlands (SED). Nach einer kurzzeitigen Tätigkeit 1951/52 als Sachbearbeiter für Landwirtschaft in der Stadtverwaltung Düben, wurde er 1952 als Oberwachtmeister in der MfS-Kreisdienststelle Bitterfeld eingestellt. Im Jahr 1955 kam er als Unterleutnant zur Arbeitsgruppe MTS und 1956 als Leutnant zur Abteilung III (Sicherung der Volkswirtschaft) der MfS-Bezirksverwaltung Halle. Von 1958 bis 1960 nahm er an einem Zweijahreslehrgang an der Hochschule des Ministeriums für Staatssicherheit in Potsdam-Eiche teil. 1961 zum Hauptmann befördert, wurde er 1962 stellvertretender Leiter der Abteilung III und mit deren Umbenennung 1964 in Abteilung XVIII Leiter der Abteilung. Ab 1965 war er als Major Leiter der Arbeitsgruppe Anleitung und Kontrolle und ab 1969 als Oberstleutnant Stellvertreter Operativ des Leiters der MfS-Bezirksverwaltung Halle. Ein Fernstudium an der JHS Potsdam-Eiche von 1969 bis 1972 schloss er als Diplom-Jurist ab. 1971 wurde er zunächst kommissarischer Leiter für den erkrankten Emil Wagner, dann 1972 als Oberst Leiter der Bezirksverwaltung Halle des MfS. Ab Februar 1974 war Mitglied der SED-Bezirksleitung Halle. Im Oktober 1975 wurde er an der Hochschule des Ministeriums für Staatssicherheit zum Dr. jur. promoviert. Im September 1979 wurde er zum Generalmajor ernannt.
Ab Mitte November 1989 Leiter des Bezirksamtes für Nationale Sicherheit, blieb Schmidt noch bis Anfang Dezember 1989 im Amt. Am 9. Dezember 1989 wurde er von der Funktion entbunden und bis zur Entlassung aus dem aktiven Dienst beurlaubt. Nachfolger wurde sein bisheriger 1. Stellvertreter, Oberst Rolf Schöppe. Schmidt wurde zum 31. Januar 1990 aus dem Dienst entlassen, ging in den Vorruhestand und lebte zuletzt als Rentner in Halle.